# Jeanette Myburgh
Jeanette Evelyn Myburgh (* 16. September 1940) ist eine ehemalige südafrikanische Schwimmerin.

## Karriere
Myburgh nahm 1956 an den Olympischen Spielen teil. In Melbourne gewann sie mit der Staffel über 4 × 100 m Freistil Bronze. In der Einzeldisziplin über 100 m Freistil erreichte sie das Halbfinale. Über 400 m Freistil war sie ebenfalls für den Start gemeldet, trat aber nicht an.